# Nagy földipinty
A nagy földipinty (Geospiza magnirostris) a madarak (Aves) osztályának a verébalakúak (Passeriformes) rendjéhez, ezen belül a tangarafélék (Thraupidae) családjához tartozó faj.

## Rendszerezés
A besorolása vitatott, egyes rendszerezők a sármányfélék (Emberizidae) családjába sorolják.

## Előfordulása
Az Ecuadorhoz tartozó Galápagos-szigeteken őshonos. A természetes élőhelye a Trópusi és szubtrópusi száraz erdők és bokrosok.

## Megjelenése
Átlagos testtömege 34.75 gramm.  A hím tollazata fekete, a tojóé szürkésbarna színű. Nagy és erős csőrével a kagylóhéjat is képes feltörni.

## Rokon fajai
A Darwin–pintyekhez tartozik, közeli rokonságban áll a Galápagos-szigetek többi pintyével.